# Ludwig Wollenheit
Ludwig „Wig“ Wollenheit (* 15. Januar 1915 in Brüx; † unbekannt) war ein deutscher Maler und Zeichner.

## Leben
Ludwig Wollenheit, der aus einer sudetendeutschen Familie stammt, studierte von 1935 bis 1938 an der Kunstgewerbeschule in Prag und danach bis 1940 an der Kunstakademie in Dresden. Es folgten Studienaufenthalte in Deutschland, im „angeschlossenen“ Österreich und in Frankreich. 1943 und 1944 stellte er bei der Großen Deutschen Kunstausstellung im Haus der Deutschen Kunst in München aus.
Nach Ende des Zweiten Weltkriegs kam er nach Lauchheim. Er widmete sich im Schwerpunkt der Architektur- und Landschaftsmalerei. An der Staatlichen Glasfachschule (Erwin-Stein-Glasfachschule) in Hadamar erhielt er einen Lehrauftrag in der Abteilung Dekorative Gestaltung. In den 1960er Jahren veröffentlichte er in der Zeitschrift Glaswelt mehrere Beiträge. Er ließ sich in Hadamar auch mit Wohnsitz nieder.

## Ausstellungskataloge
- Wollenheit, Wig. In: Jubiläumsausstellung 1919–1944: [des Metzner-Bundes, Verbandes Deutscher Kunstschaffender im Sudetenland] unter der Schirmherrschaft des Staatsministers K.H. Frank, Prag, 13. Mai bis 10. Juni 1944 in Myslbek-Pavillon. Metzner-Bund (Hrsg.), Prag 1944.
- Ludwig Wollenheit (Lauchheim a.d. Jagst) – Ölbilder, Aquarelle, Zeichnungen, Galerie Eduard Henning, Halle/Saale (Hrsg.), Verlag Kreuz Juni 1949.